# L'Appel de la folie
Pour plus de détails, voir Fiche technique et Distribution.
L'Appel de la folie (College Holiday) est un film américain en noir et blanc réalisé par Frank Tuttle, sorti en 1936.

## Synopsis
S'attendant à présenter un spectacle musical, des étudiants en chant et en danse sont invités par une hôtelière dans un hôtel en difficulté pour devenir des cobayes dans une expérience d'eugénisme sur le thème de la Grèce.

## Fiche technique
- Titre : L'Appel de la folie
- Titre original : College Holiday
- Réalisation : Frank Tuttle
- Scénario : J. P. McEvoy, Harlan Ware, Jay Gorney, Henry Myers
- Production : William LeBaron, Harlan Thompson
- Société de production : Paramount Pictures
- Chef opérateur : Theodor Sparkuhl
- Direction artistique : Hans Dreier, Robert Usher
- Musique : Marlin Skiles
- Montage : LeRoy Stone
- Costume : Edith Head
- Pays de production : États-Unis
- Langue : anglais
- Format : noir et blanc - image : 1,37:1 - son : Mono (Western Electric Noiseless Recording)
- Genre: Comédie romantique
- Durée : 86 min
- Dates de sortie :
  - États-Unis : 19 décembre 1936
  - France : 12 mars 1937

## Distribution
- Jack Benny :  J. Davis Bowster
- George Burns :  George Hymen
- Gracie Allen : Calliope 'Gracie' Dove
- Mary Boland : Carola P. Gaye
- Martha Raye : Daisy Schloggenheimer
- Ben Blue : machiniste
- Marsha Hunt : Sylvia Smith
- Leif Erickson : Dick Winters
- Eleanore Whitney : Eleanore Wayne
- Johnny Downs : Johnny Jones
- Ellen Drew : danseuse dans le train
- Olympe Bradna : Felice L'Hommedieu
- Carole Mathews : danseuse
- Kenneth Hunter : directeur
- Lal Chand Mehra : Rahma